# Ingrid Berntsen
Ingrid Kristine Berntsen (ur. 18 kwietnia 1978 w Drammen) – norweska narciarka dowolna. Najlepszy wynik na mistrzostwach świata osiągnęła podczas mistrzostw w Deer Valley, gdzie zajęła 4. miejsce w jeździe po muldach podwójnych. Jej najlepszym wynikiem olimpijskim jest 17. miejsce w jeździe po muldach na igrzyskach olimpijskich w Salt Lake City. Najlepsze wyniki w Pucharze Świata osiągnęła w sezonie 2002/2003, kiedy to zajęła drugie miejsce w klasyfikacji generalnej, w klasyfikacjach jazdy po muldach była czwarta. Była też między innymi a piąta w klasyfikacji half-pipe’a w sezonie 2006/2007.
Jej siostra Hedda Berntsen również uprawiała narciarstwo dowolne.

## Osiągnięcia

### Igrzyska olimpijskie
| Miejsce | Dzień     | Rok  | Miejscowość    | Konkurencja      | Zwyciężczyni  |
| ------- | --------- | ---- | -------------- | ---------------- | ------------- |
| 17.     | 9 lutego  | 2002 | Salt Lake City | Jazda po muldach | Kari Traa     |
| 19.     | 11 lutego | 2006 | Turyn          | Jazda po muldach | Jennifer Heil |

### Mistrzostwa świata
| Miejsce | Dzień       | Rok  | Miejscowość          | Konkurencja      | Zwyciężczyni    |
| ------- | ----------- | ---- | -------------------- | ---------------- | --------------- |
| 20.     | 10 marca    | 1999 | Meiringen            | Jazda po muldach | Ann Battelle    |
| 9.      | 14 marca    | 1999 | Meiringen            | Muldy podwójne   | Sandra Schmitt  |
| 21.     | 19 stycznia | 2001 | Whistler             | Jazda po muldach | Kari Traa       |
| 17.     | 21 stycznia | 2001 | Whistler             | Muldy podwójne   | Kari Traa       |
| 5.      | 31 stycznia | 2003 | Deer Valley          | Jazda po muldach | Kari Traa       |
| 4.      | 1 lutego    | 2003 | Deer Valley          | Muldy podwójne   | Kari Traa       |
| 10.     | 9 marca     | 2007 | Madonna di Campiglio | Jazda po muldach | Kristi Richards |
| 12.     | 10 marca    | 2007 | Madonna di Campiglio | Muldy podwójne   | Jennifer Heil   |

### Puchar Świata

#### Miejsca w klasyfikacji generalnej
- sezon 1995/1996: 96.
- sezon 1998/1999: 46.
- sezon 1999/2000: 30.
- sezon 2000/2001: 28.
- sezon 2001/2002: 37.
- sezon 2002/2003: 2.
- sezon 2003/2004: 68.
- sezon 2005/2006: 13.
- sezon 2006/2007: 11.

#### Miejsca na podium
1. Madarao – 9 marca 2002 (Muldy podwójne) – 1. miejsce
2. Lake Placid – 18 stycznia 2003 (Jazda po muldach) – 3. miejsce
3. Steamboat Springs – 8 lutego 2003 (Jazda po muldach) – 3. miejsce
4. Contamines – 12 marca 2003 (Skicross) – 2. miejsce
5. Madonna di Campiglio – 14 grudnia 2003 (Jazda po muldach) – 2. miejsce
6. Ruka – 19 grudnia 2003 (Jazda po muldach) – 2. miejsce
7. Apex – 17 marca 2006 (Halfpipe) – 3. miejsce
8. La Plagne – 6 lutego 2007 (Muldy podwójne) – 2. miejsce

- W sumie 1 zwycięstwo, 4 drugie i 3 trzecie miejsca.